# Parmena aurora
Parmena aurora är en skalbaggsart som beskrevs av Aleksandr Sergeievich Danilevsky 1980. Parmena aurora ingår i släktet Parmena och familjen långhorningar. Inga underarter finns listade i Catalogue of Life.